# Bibiana Steinhaus
Bibiana Steinhaus (Bad Lauterberg im Harz, 24 marzo 1979) è un'ex arbitro di calcio tedesca.

## Carriera
Bibiana Steinhaus è stata l'unica donna direttrice di gara nel campionato tedesco maschile professionistico. Nella vita è una agente di polizia della Bassa Sassonia, e in questa veste ha partecipato al G8 di Heiligendamm.
Nel mondo dell'arbitraggio ha iniziato a sedici anni, vale a dire l'età minima, seguendo le orme del padre, anch'egli arbitro di calcio. Nel calcio professionistico ha debuttato nella stagione 2007-2008, nella seconda divisione, per poi passare a dirigere le gare della Coppa di Germania, della seconda Bundesliga, e poi anche al massimo campionato tedesco..
A livello internazionale vanta la partecipazione ai Mondiali Under-20 femminili del 2008 e del 2010, agli Europei femminili del 2009 e ai Mondiali femminili del 2011, dove, oltre a altre partite, ha diretto la partita finale. Viene convocata dalla FIFA per il torneo di calcio femminile ai giochi della XXX Olimpiade a Londra nel 2012, dove viene designata per dirigere la finalissima, tra Stati Uniti e Giappone, con in palio la medaglia d'oro, raggiungendo così un altro prestigioso traguardo alla sua carriera internazionale.
Nel luglio 2013 è convocata dall'UEFA per il Campionato europeo femminile di calcio 2013. Il 6 gennaio 2015 riceve il premio miglior arbitro femminile dell'anno IFFHS per il 2014. Nel maggio 2017 la DFB rende nota la sua promozione in Bundesliga, per la stagione 2017-2018, diventando la prima donna in assoluto ad arbitrare nella massima serie tedesca.
Il 10 settembre 2017 fa il suo esordio come arbitro in Bundesliga, arbitrando il match tra Hertha Berliner Sport-Club e Sport-Verein Werder von 1899, valevole per la terza giornata. Steinhaus entra così nella storia del campionato tedesco, come prima donna ad arbitrare una partita della massima serie.
Il 30 settembre 2020 diviene il primo arbitro donna a dirigere la Supercoppa di Germania tra Bayern Monaco e Borussia Dortmund, incontro al seguito del quale si ritira dall'attività agonistica per motivazioni personali.

## Riconoscimenti
- Atleta dell'Anno 2007 di Hannover
- Arbitro DFB dell'anno: 2007, 2008, 2009, 2010, 2011
- Miglior arbitro donna dell'anno IFFHS: 2013, 2014, 2017, 2018